# NGC 3264
NGC 3264 is een balkspiraalstelsel in het sterrenbeeld Grote Beer. Het hemelobject werd op 9 februari 1831 ontdekt door de Britse astronoom John Herschel.

## 36 Ursae Majoris
Vanaf de aarde gezien bevindt het stelsel NGC 3264 zich schijnbaar een kwart graad ten oostnoordoosten van de ster 36 Ursae Majoris (magnitude +5). Amateurastronomen, gewapend met telescopen, kunnen 36 UMa aanwenden als gidsster om NGC 3264 te zien te krijgen.

## Synoniemen
- UGC 5719
- MCG 9-17-69
- ZWG 266.54
- IRAS10291+5620
- PGC 31125